# Cerastium humifusum
Cerastium humifusum är en nejlikväxtart som beskrevs av Jacques Cambessèdes. Cerastium humifusum ingår i släktet arvar, och familjen nejlikväxter. Inga underarter finns listade i Catalogue of Life.